# Dalarnas Mejeriförening
Dalarnas Mejeriförening även kallat Dalamejerier var en kooperativ mejeriförening ägd av bönder i främst Dalarna bildad 14 december 1931. Föreningen gick samman med Södra Hälsinglands Mejeriförening och Värmlandsmejerier 1991. Genom fusionen skapades Milko. 

## Historia
Dalarnas Mejeriförening bildades vid en stämma den 14 december 1931. Där beslutades att den första styrelsen skulle bestå av tio personer och vara verksam från den 1 januari 1932. Styrelsen fick upprag att besluta när föreningens operativa verksamhet skulle påbörjas. I stadgarna som anmäldes till föreningsregistret i Kopparbergs län den 12 mars 1932 framgick det att "Föreningen har till ändamål att mottaga och omsätta mjölk från medlemmarnas ladugårdar samt att driva mejerirörelse och därmed samhörande affärsverksamhet, som kan vara ägnad att främja medlemmarnas ekonomiska intressen, ävensom att förärva för rörelsen erforderliga fastigheter." Till den konstituerande stämman hade den så kallade länskommittén bestående av totalt sex stycken företrädare från Dalarnas mjölkförsäljareförening och de lokala mejerierna i länet föreslagits att föreningens säte skulle förläggas till Borlänge. Stämman valde dock Falun som föreningens säte då man klubbade igenom ändringsförslaget från hemmansägaren Ivar Ericsson. I Falun uppfördes mejeriföreningens första gemensamma mejeri, vilket invigdes den 1 juli 1932.

## Varumärken och produktion
Produktionen i föreningen påbörjades den 1 januari 1933. Dalarnas Mejeriförening tillverkade bland annat yoghurten Bärry på Grådömejeriet från 1969. Utöver mejerprodukter förpackades även juicen Helst vid Grådö från 1970 .

### Mejerier
By (1932-), Buskåker (1932-), Carlfors (1932-), Djura (1932-), Falun (1932-1965), Garsås (1934), Gustafs (1932-), Grådö (1953-1991), Hjortnäs (1932-), Krylbo (1932-), Landa (1932-), Leksand (1932-1966), Ludvika (1933-), Mora (1933-1987), Naglarby (1932-), Norrbärke (1932-), Nybo (1932-), Ovandal (1932-), Persbo (1932-), Romme (1932-), Sällnäs (1932-), Sjugare (1932-), Strand (1932-), Säter (1932-), Söderbärke (1932-), Söderås (1932-), Tjärnan (1932-), Torsång (1932-), Tunabro (1932-), Tysksbo (1932-), Uppbo (1932-), Vansbro (1932-), Vikarbyn (1932-), Västansjö (1932-), Översätra (1932-).